# Universiti Malaya
La Universiti Malaya è un'università pubblica in Malaysia, la più antica del Paese.
Si compone di 12 facoltà, 2 accademie e 3 poli accademici. Ha sede a Kuala Lumpur, capitale del Paese, tuttavia alcune strutture si trovano a Singapore.

## Studenti illustri
- Syed Amin Aljeffri
- Amani Williams Hunt Abdullah
- Sudirman Arshad
- Azalina Othman Said
- Abdul Khalid Ibrahim
- Mohamed Khaled Nordin
- Anwar Ibrahim
- Abdullah Ahmad Badawi
- Mahathir Mohamad
- Musa Hitam
- Mohd Khalil Yaakob
- Adnan Yaakob
- Ungku Aziz
- Husam Musa
- Mohamad Hassan
- Muhyiddin Yassin
- Daniel Dorall
- Khasnor Johan
- Susan Lim
- Lim Hock Siew
- Mohd Sidek Hassan
- Ramon Navaratnam
- Ong Pang Boon
- S. R. Nathan
- Rex Shelley
- Zeti Akhtar Aziz
- Woon Khe Wei
- Vivian Hoo Kah Mun
- Rynn Lim
- Victor Gu
- Nga Kor Ming
- Ngeh Koo Ham
- Teresa Kok
- Edwin Thumboo
- Satwant Singh Dhaliwal
- Rafidah Aziz
- Aznah Hamid
- Ahmad Shabery Cheek
- Sivarasa Rasiah
- Aznil Nawawi
- Shirley Geok-lin Lim
- Bryan Nickson Lomas
- Razali Ismail
- Abdul Gani Patail
- Chuah Hean Teik
- Faiz Khaleed
- Jamil Khir Baharom
- Dinsman
- Liew Kee Sin